# 히로시마 시티 네트워크
히로시마 시티 네트워크(広島シティネットワーク)란 서일본 여객철도 히로시마 지사가 관할하는 히로시마 도시권내의 재래 노선에 대한 애칭이다.

## 개요
JR서일본이 「100만 도시 히로시마에 어울리는 도시형 철도」의 구축을 목표로 해, 2002년 10월 5일의 다이어 개정으로부터 케이한신 지구의 「어번 네트워크」의 「히로시마판」으로서 이름이 붙여졌다. 단지 어번 네트워크와는 달리 방사상의 노선 설정을 위해 대도시 근교 구간으로서 설정되어 있지 않다. 히로시마역을 중심으로 다이어를 짜, 동역으로부터 소요 시간 30 - 40 분의 구간이 지역으로 설정되어 있다. 그러나, 어번 네트워크와 같은 토요일·휴일 다이어는 설정되지 않고, 토요일·휴일 운휴하는 열차나 편성량 수를 변경하는 것으로 대응하고 있다. 1982년에 국철 개혁의 일환으로서 전국에 앞서 「히로시마 시티 전철」로서 고빈도·간격의 도시형 다이어로 이행해, 현재까지 그 특징을 계승하고 있다(1982년 11월 15일 일본 국철 다이어 개정도 참조). 당초는 보통 열차만의 운전으로 여겨졌지만, 근래에는 도시권역의 새로운 광역화에 수반해 쾌속 열차도 많이 설정되게 되었다. 차량은 현재도 국철 시대에 등장한 형식에 의해서 운행되고 있지만, 1998년부터 내외장의 리뉴얼을 한 차량도 있다. 히로시마 시티 네트워크의 설정 시기와 전후 해 산요 본선의 히로시마역 - 히가시 후쿠야마 역간에 임시 쾌속 열차 「슈퍼 래빗」이 2왕복 시험적으로 운행되고 있었지만, 히로시마 - 후쿠야마간으로는 히로시마 교통이나 주고쿠 버스 등 버스 사업자 5사가 공동 운행하고 있는 고속버스 노선「로즈 라이너」이 20분 - 35분간격으로 고빈도 운행해, 이미 정착하고 있던 일과 시험 운행의 편수가 적었던 것으로부터 이용자에게 침투하지 못하고 정기화되지 않은 채 운행을 종료했다. 산요 본선의 쾌속 「시티 라이너」의 상당수는 도쿠야마역이나 시모노세키역까지 운행된다. 국철 시대부터 열차 번호를 바꾸면서 오카야마역에서 시모노세키 역까지 운행되는 약 6시간 반(300km)의 길이를 가지는 장거리 열차도 다수 존재하고 있었다. 그러나 2004년 3월의 다이어 개정 이후 다이어의 정리를 해 낮시간대의 시티 라이너의 운전이 중지되어 오카야마 지구에의 장거리 운용도 큰폭으로 삭감되었다.

## 노선

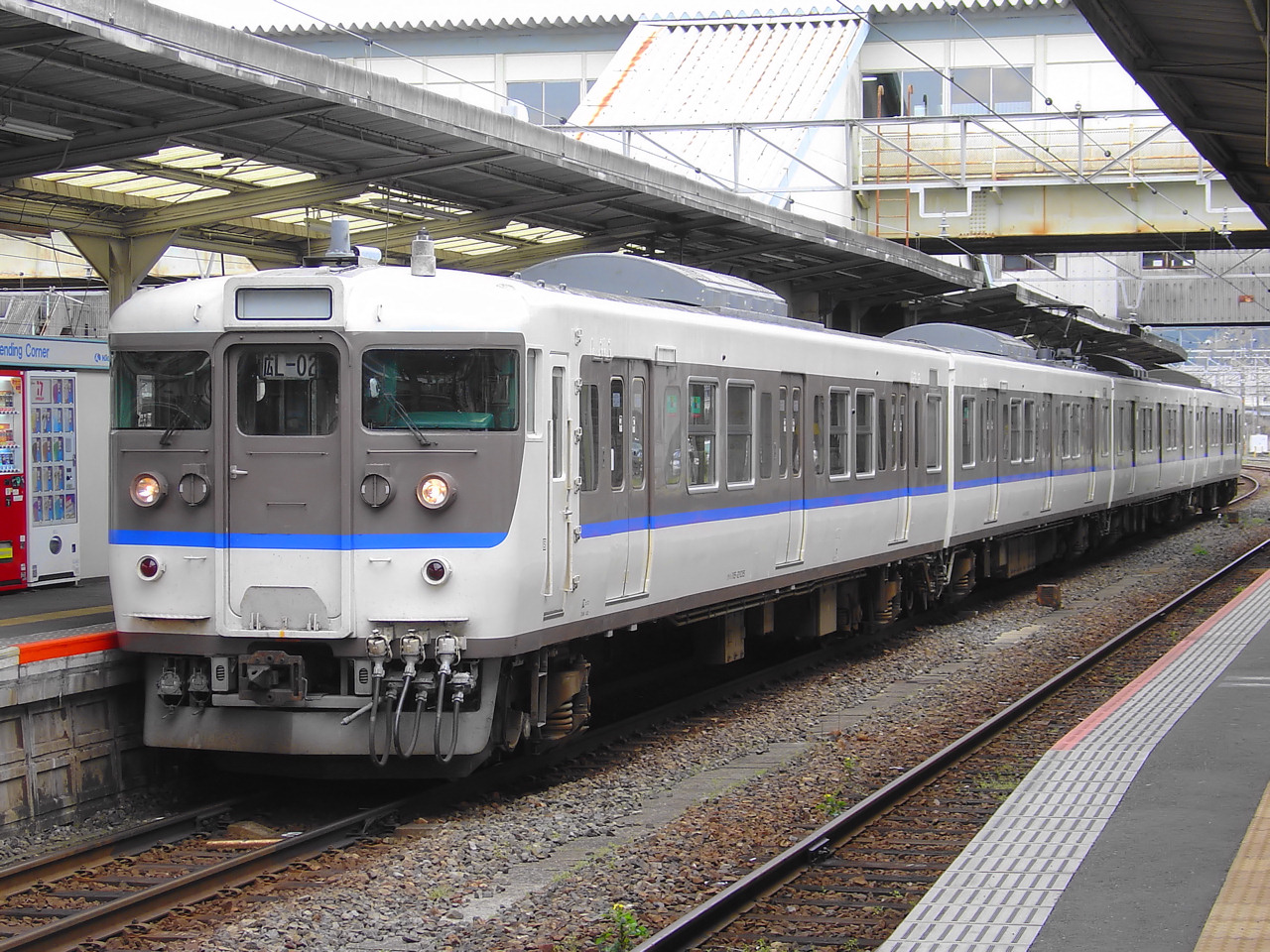
히로시마 시티 네트워크에서 주로 사용되고 있는 115계（2007년 4월 3일 촬영)

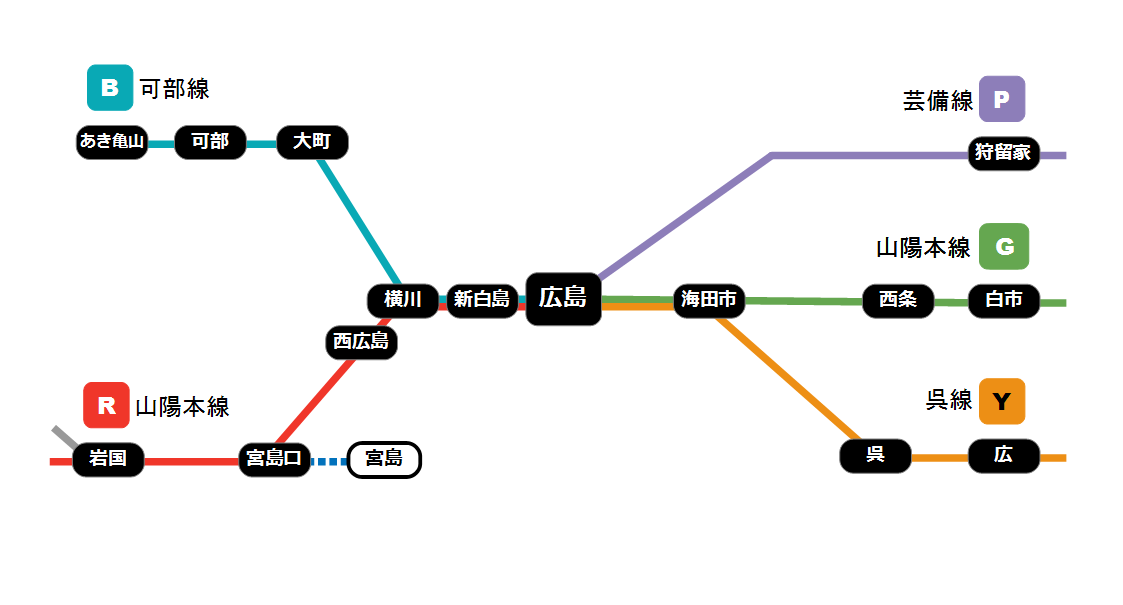
히로시마 시티 네트워크 노선도

이하의 구간이 히로시마 시티 네트워크에 포함된다.
| 색 |  | 노선      | 구간                            |
| -- |  | --------- | ------------------------------- |
|    |  | 산요 본선 | 미나미이와쿠니역 - 시라이치역간 |
|    |  | 가베 선   | 요코가와역 - 가베역간           |
|    |  | 구레선    | 가이타이치역 - 히로역간         |
|    |  | 게이비 선 | 히로시마역 - 가루가역           |

미나미이와쿠니역은 당초는 히로시마 시티 네트워크 외가 되고 있었지만, ICOCA 도입의 니시하타 역이 된 적도 있어 2009년 3월의 다이어 개정시에 히로시마 시티 네트워크에 포함할 수 있었다.

## 운행 형태
각 구간의 운행 형태는 이하와 같다.

### 산요 본선
이토자키역·시라이치역 - 이와쿠니역·미나미이와쿠니역간의 운행이 주체이다. 낮은 보통 열차가 1시간에 4편 운행된다. 쾌속 「시티 라이너」는 이와쿠니 방면은 8시대부터 10시대까지와 15시대부터 20시대에 1시간 당 1 - 2편성의 운행, 시라이치 방면은 6시대부터 9시대까지와 12시대부터 18시대까지의 시간대에 1시간 당 1 - 2편성의 운행이다. 또 히로시마 이동에서는 쾌속 「통근 라이너」가 아침 시간대에 히로시마행 3개, 저녁 시간대에 히로시마발로 4개 운행된다. 거의 대부분의 열차가 계통 분할되었기 때문에 이토자키역(일부는 미하라역)에서 후쿠야마·오카야마 방면의 열차에 상호 접속이 고려되고 있다. 한편으로 시라이치역 시발을 중심으로 니이야마 구·시모노세키 방면에 직통하는 보통 열차가 일중에도 일부 존재하는 것 외에 직통 열차가 없는 시간대는 이와쿠니역에서 동역 시발 열차에 접속하는 패턴도 있다. 103계 전철과 115계 전철이 운용의 중심이며, 쾌속 열차·시라이치（이토자키) - 이와쿠니(미나미이와쿠니)간의 보통 열차는 전열차가 115계 전철로 운용된다(다만, 히로시마 - 이와쿠니간 운행의 쾌속 「시티 라이너」 1편성은 113계 전철로 운행). 히로시마 이동에서는 103계 전철은 세노역 - 하치혼마쓰역간의 연속 구배를 통과할 수 없기 때문에 구레선의 직통에 사용되어 산요 본선에는 낮의 세노 역까지의 즉시 열차에 사용된다. 이전에는 103계 전철로 시모노세키까지 롱런 하는 열차도 있었다.

### 가베 선
가베 선의 기점은 요코가와역이지만, 모든 열차 히로시마역 또는 히로시마 이동의 산요 본선이나 구레선에 노선 연장하고 있어 요코가와 역 즉시의 열차는 없다. 쾌속 열차는 저녁 퇴근시간에 「통근 라이너」 가베행이 운행될 뿐으로, 그 이외의 시간대는 보통 열차만의 운전이다. 출퇴근 시간에는 미도리역 즉시 열차가, 또 아침에는 우메바야시 역 즉시 열차도 존재한다. 단선이지만 낮은 매시 3개, 출퇴근 시간에는 매시 5 - 6개의 운행이 되고 있다. 원칙으로서 105계 전철의 2련으로 운행되지만, 히로시마 이동에서의 직통열차나 그 운용의 관계로 103계 전철이나 115계 전철 외, 보기 드물게 113계 전철도 운용된다. 2003년의 가베역 이북이 폐지될 때까지는 기동차로 운행되는 열차도 있었다.

### 구레선
구레 선의 종점은 가이타이치역이지만, 모든 열차가 히로시마역까지 직통해 일부 이와쿠니 방면이나 가베 선에 직통하는 것도 있다. 쾌속 열차는 낮에 「아키로라이너」, 출퇴근 시간에는 「통근 라이너」가 매시 2편성 운행된다. 그 중 1편성이 광역에서 미하라 방면행의 열차에 접속을 취한다. 구레 - 히로시마간에서는 낮에 쾌속 2개·보통 열차 2개의 합계 4개의 체제가 되고 있어 아침의 히로시마 방면과 저녁의 히로 방면은 쾌속·보통 열차를 맞추어 매시 5 - 6편성이 운행된다. 보통 열차는 사카 역, 구레역, 히로 역에서의 되풀이하는 열차 외, 시간대에 따라서는 야스우라 역·다케하라 역·미하라역·이토자키역까지 직통하는 열차도 있다. 시간대에 따라서는「세토우치 마린뷰」도 운행된다.

### 게이비 선
히로시마 시티 네트워크에서는 유일한 비전철화 노선이다. 산지 - 히로시마간의 쾌속 「미요시 라이너」가 2시간에 1편성의 간격으로 운행된다. 히로시마역 - 시모후카와역간에서는 20분 간격으로 운행되어 한편 시모후카와 역 이북에서는 개수는 적게 되지만, 미쓰기 역까지는 쾌속 열차를 포함해 1시간 당 1편성의 개수가 확보되고 있다.

## 구상
JR서일본은 히로시마 시티 네트워크의 향후의 방향성으로서 출발지(자택 등)로부터 도착지(직장, 학교 등)까지의 심리스인 수송 체계의 구축을 기둥으로 하고 있어, 이하와 같은 시책을 밝히고 있다.
수송 개선
열차의 새로운 증발, 패턴 다이어의 충실, 각 역의 발착 번선의 통일, 야간 시간대 다이어의 충실, 열차의 정시성의 확보, 열차의 스피드업, 차내 공간의 쾌적성 향상, 궤도의 강화
역 기능 향상
거점역의 구내 배선의 개량이나 증강, 신역의 설치(지금까지 11역을 설치), 역의 다리 위화나 리뉴얼화(지금까지 8역을 준공), 역의 바리어 프리화, 상업 시설이나 커뮤니티 시설 등의 부대 설비의 충실
접근성 개선
파크 앤드 라이드용의 주차장이나 주륜장의 정비, 역전 광장의 정비, 역전 광장의 버스나 노면 전차의 직접 노선 연장해 택시·렌터카·렌트사이클의 충실

## 신역 설치
2008년 현재, 히로시마 시티 네트워크내에서는 산요 본선에 5개의 신역 설치 구상이 있다. 모두 역명은 가칭.
- 지케 역(寺家駅):사이조역 - 하치혼마쓰역간（히로시마현 히가시히로시마시）
- 우네 역(畝駅):아키나카노역 - 가이타이치역간（히로시마 현 아키 군 가이타 정）
- 하쿠시마신 역(白島新駅):히로시마역 - 요코가와역간（히로시마 현 히로시마시 나카 구）
  - 히로시마 고속 교통의 1호선(아스트램 라인)에 있는 하쿠시마 역(히로시마 고속 교통)과의 연락이 구상되고 있다.
- JR후루에 역(JR古江駅):니시히로시마역 - 아라이구치 역간（히로시마 현 히로시마 시 니시 구）
  - 선두에 「JR」이 붙는 이유는 평행 하는 히로시마 전철 미야지마 선에 후루에 역이 존재하기 때문.
- 미스지 역(御筋駅):이쓰카이치역 - 하쓰카이치역간（히로시마 현 히로시마 시 사에키 구）

### 그 외
- 산요 본선의 덴진가와역 - 가이타이치역간의 고가화 사업
- 가베 선상 우바야키 역의 엇갈림 설비 신설, 폐지 구간의 일부 전철화 부활
- 구레선의 복선화
- 게이비 선의 전철화 및 고속화

산요 본선의 덴진가와역 - 가이타이치역간의 고가화 사업은 히로시마현·히로시마시가 협력해 2027년의 완성을 목표로 하고 있었지만, 히로시마시측이 또 하나의 도시화 사업으로서 내걸고 있는 히로시마 고속도로의 건설 사업 및 마쓰다 스타디움(2009년 완성)의 건설 사업에 고액의 비용이 걸리는 것부터, JR고가화까지 손길이 닿지 않는다고 하고, 그 후 완성 목표는 7년을 늘려 2034년으로 재설정되었다.

## IC 교통 카드의 도입
2007년 9월 1일부터 IC 교통 카드 ICOCA를 사용할 수 있게 되어, 동시에 JR동일본의 Suica, 스루토 KANSAI의 PiTaPa도 사용할 수 있게 되었다. 그 앞으로 2008년 3월 29일부터 JR도카이의 TOICA도 이용할 수 있게 되어 있다. ICOCA 도입에 앞서 2007년 4월부터 히로시마 시티 네트워크를 포함한 오카야마·히로시마 지구의 135의 역에서 IC승차권 대응의 자동 개찰기가 설치되었지만, 반수 가까이의 역이 간이 개찰기로 되어 있다. ICOCA에 대한 자세한 것은 ICOCA를, ICOCA 전자화폐에 대해서는 ICOCA 전자화폐를 참조.

## 역 목록
- 편의상 히로시마 시티 네트워크에 속하지 않는 구간도 포함한다.
- 각 노선의 폐역·폐지 신호장에 대해서는 각 노선의 문서를 참조.

범례(모두 공통)
역명…（화):화물 전용역, :특정도구 시내「히로시마 시내」의 역
정차역… ●: 전열차 정차,▲: 일부의 열차가 정차,｜ : 통과
열차 교환 … ∥: 복선,◇·∨·∧: 교환가능,｜ : 교환 불가
(*1):구레선의 정식적 종점은 산요 본선 가이타이치역, 가베 선의 정식적 기점은 산요 본선 요코가와역이지만, 양선 모두 운전 계통상은 히로시마역에 노선 연장한다.
(*2):후쿠엔 선의 정식적 종점은 게이비 선 시오마치역이지만, 운전 계통상은 미요시역에 노선 연장한다.

### 산요 본선(이토자기~도쿠야마간)
- 보통 열차는 모든 여객역에 정차(표에서는 생략).
- ▲:아침 하행 및 저녁 상행에 2편씩 정차
- 쾌속 「통근 라이너」의 운행 시간대는 히로시마 방면이 아침, 시라이치 방면이 저녁이다. 또, 히로시마역에서 시티 라이너로부터 통근 라이너·보통이나, 보통으로부터 통근 라이너·시티 라이너에 계통 변경하는 열차도 존재한다. 통근 라이너로부터 보통으로 계통 변경하는 열차는 있지만, 통근 라이너로부터 시티 라이너에 계통 변경하는 열차는 없다.
- 구레선으로부터 직통해 오는 쾌속 열차는, 산요 본선내의 히로시마역에서 이와쿠니 방면에서는 보통 열차로서 운행된다.

|                                  | 역명                          | 역간 영업 거리 | 누계 영업 거리 | 누계 영업 거리 | 쾌속 시티 라이너 | 쾌속 통근 라이너                     | 접속 노선                                                                                    | 소재지     | 소재지               |
| 고베 부터                        | 역명                          | 역간 영업 거리 | 도쿄 부터      |                | 쾌속 시티 라이너 | 쾌속 통근 라이너                     | 접속 노선                                                                                    | 소재지     | 소재지               |
| -------------------------------- | ----------------------------- | -------------- | -------------- | -------------- | ---------------- | ------------------------------------ | -------------------------------------------------------------------------------------------- | ---------- | -------------------- |
| 이 역 이전에는 산요 본선을 참고. |                               |                |                |                |                  |                                      |                                                                                              |            |                      |
|                                  | 이토자키역                    | -              | 230.9          | 820.4          | ●                | ●                                    |                                                                                              | 히로시마현 | 미하라시             |
| 미하라역                         | 2.4                           | 233.3          | 822.8          | ●              | ●                | 서일본 여객철도: 산요 신칸센・구레선 |                                                                                              | 히로시마현 | 미하라시             |
| 혼고역                           | 9.5                           | 242.8          | 832.3          | ●              | ●                |                                      |                                                                                              | 히로시마현 | 미하라시             |
| 고치역                           | 12.3                          | 255.1          | 844.6          | ●              | ●                |                                      | 히가시히로시마시                                                                             | 히로시마현 |                      |
| 뉴노역                           | 4.4                           | 259.5          | 849.0          | ●              | ●                |                                      | 히가시히로시마시                                                                             | 히로시마현 |                      |
| 히로시마 시티 네트워크 내        | 시라이치역                    | 4.4            | 263.9          | 853.4          | ●                | ●                                    | 히가시히로시마시                                                                             | 히로시마현 |                      |
| 히로시마 시티 네트워크 내        | 니시타카야역                  | 4.4            | 268.3          | 857.8          | ●                | ●                                    | 히가시히로시마시                                                                             | 히로시마현 |                      |
| 히로시마 시티 네트워크 내        | 사이조역                      | 4.6            | 272.9          | 862.4          | ●                | ●                                    | 히가시히로시마시                                                                             | 히로시마현 |                      |
| 히로시마 시티 네트워크 내        | 하치혼마쓰역                  | 6.0            | 278.9          | 868.4          | ●                | ●                                    | 히가시히로시마시                                                                             | 히로시마현 |                      |
| 히로시마 시티 네트워크 내        | 세노역                        | 10.6           | 289.5          | 879.0          | ●                | ｜                                   | 스카이 레일 서비스: 스카이 레일 미도리자카 선（미도리구치 역）                               | 히로시마현 | 히로시마시 아키구    |
| 히로시마 시티 네트워크 내        | 나카노히가시역                | 2.9            | 292.4          | 881.9          | ｜               | ｜                                   |                                                                                              | 히로시마현 | 히로시마시 아키구    |
| 히로시마 시티 네트워크 내        | 아키나카노역                  | 2.0            | 294.4          | 883.9          | ｜               | ｜                                   |                                                                                              | 히로시마현 | 히로시마시 아키구    |
| 히로시마 시티 네트워크 내        | 가이타이치역                  | 3.9            | 298.3          | 887.8          | ｜               | ▲                                    | 서일본 여객철도: 구레선                                                                      | 히로시마현 | 아키 군 가이타 정    |
| 히로시마 시티 네트워크 내        | 무카이나다역                  | 2.3            | 300.6          | 890.1          | ｜               | ｜                                   |                                                                                              | 히로시마현 | 아키 군 후추 정      |
| 히로시마 시티 네트워크 내        | 덴진가와역                    | 1.8            | 302.4          | 891.9          | ｜               | ｜                                   |                                                                                              | 히로시마현 | 히로시마 시 미나미구 |
| 히로시마 시티 네트워크 내        | （화）히로시마 화물 터미널 역 | 0.7            | 303.1          | 892.6          | ｜               | ｜                                   |                                                                                              | 히로시마현 | 히로시마 시 미나미구 |
| 히로시마 시티 네트워크 내        | 히로시마역                    | 1.6            | 304.7          | 894.2          | ●                | ●                                    | 서일본 여객철도: 산요 신칸센・게이비 선 히로시마 전철: 본선 (M1)                             | 히로시마현 | 히로시마 시 미나미구 |
| 히로시마 시티 네트워크 내        | 요코가와역                    | 3.0            | 307.7          | 897.2          | ●                |                                      | 서일본 여객철도: 가베 선 히로시마 전철: 요코가와 선 (Y5)                                     | 히로시마현 | 히로시마 시 니시구   |
| 히로시마 시티 네트워크 내        | 니시히로시마역                | 2.5            | 310.2          | 899.7          | ●                |                                      | 히로시마 전철: 본선・미야지마 선（히로덴 니시히로시마 역:M19）                               | 히로시마현 | 히로시마 시 니시구   |
| 히로시마 시티 네트워크 내        | 신이노구치역                  | 4.2            | 314.4          | 903.9          | ●                |                                      | 히로시마 전철: 미야지마 선（쇼쿠우센타 입구 역:M25）                                         | 히로시마현 | 히로시마 시 니시구   |
| 히로시마 시티 네트워크 내        | 이쓰카이치역                  | 2.4            | 316.8          | 906.3          | ●                |                                      | 히로시마 전철: 미야지마 선（히로덴 이쓰카이치 역:M28）                                       | 히로시마현 | 히로시마 시 사에키구 |
| 히로시마 시티 네트워크 내        | 하쓰카이치역                  | 3.4            | 320.2          | 909.7          | ｜               |                                      | 히로시마 전철: 미야지마 선（히로덴 하쓰카이치 역:M32）                                       | 히로시마현 | 하쓰카이치시         |
| 히로시마 시티 네트워크 내        | 미야우치쿠시도역              | 1.6            | 321.8          | 911.3          | ●                |                                      | 히로시마 전철: 미야지마 선（미야우치역:M34）                                                 | 히로시마현 | 하쓰카이치시         |
| 히로시마 시티 네트워크 내        | 아지나역                      | 3.0            | 324.8          | 914.3          | ｜               |                                      | 히로시마 전철: 미야지마 선（히로덴 아지나 선:M38）                                           | 히로시마현 | 하쓰카이치시         |
| 히로시마 시티 네트워크 내        | 미야지마구치역                | 1.7            | 326.5          | 916.0          | ●                |                                      | JR서일본 미야지마 페리: 미야지마 선 히로시마 전철: 미야지마 선（히로덴 미야지마구치 역:M39） | 히로시마현 | 하쓰카이치시         |
| 히로시마 시티 네트워크 내        | 마에조라역                    | 1.8            | 328.3          | 917.8          | ｜               |                                      |                                                                                              | 히로시마현 | 하쓰카이치시         |
| 히로시마 시티 네트워크 내        | 오노우라역                    | 3.1            | 331.4          | 920.9          | ｜               |                                      |                                                                                              | 히로시마현 | 하쓰카이치시         |
| 히로시마 시티 네트워크 내        | 구바역                        | 5.0            | 336.4          | 925.9          | ｜               |                                      |                                                                                              | 히로시마현 | 오타케시             |
| 히로시마 시티 네트워크 내        | 오타케역                      | 4.4            | 340.8          | 930.3          | ●                |                                      |                                                                                              | 히로시마현 | 오타케시             |
| 히로시마 시티 네트워크 내        | 와키역                        | 1.5            | 342.3          | 931.8          | ｜               |                                      |                                                                                              | 야마구치현 | 구가 군 와키 정      |
| 히로시마 시티 네트워크 내        | 이와쿠니역                    | 3.8            | 346.1          | 935.6          | ●                |                                      | 서일본 여객철도: 간토쿠 선 니시키가와 철도: 니시키가와 센이리류 선                           | 야마구치현 | 이와쿠니시           |
| 히로시마 시티 네트워크 내        | 미나미이와쿠니역              | 4.6            | 350.7          | 940.2          | ●                |                                      |                                                                                              | 야마구치현 | 이와쿠니시           |
|                                  | 후주역                        | 2.7            | 353.4          | 942.9          | ●                |                                      |                                                                                              | 야마구치현 | 이와쿠니시           |
| 쓰즈역                           | 5.2                           | 358.6          | 948.1          | ●              |                  |                                      |                                                                                              | 야마구치현 | 이와쿠니시           |
| 유우역                           | 3.0                           | 361.6          | 951.1          | ●              |                  |                                      |                                                                                              | 야마구치현 | 이와쿠니시           |
| 고지로역                         | 5.2                           | 366.8          | 956.3          | ●              |                  |                                      |                                                                                              | 야마구치현 | 이와쿠니시           |
| 오바타케역                       | 5.1                           | 371.9          | 961.4          | ●              |                  |                                      | 야나이시                                                                                     | 야마구치현 |                      |
| 야나이미나토역                   | 4.5                           | 376.4          | 965.9          | ●              |                  |                                      | 야나이시                                                                                     | 야마구치현 |                      |
| 야나이역                         | 2.8                           | 379.2          | 968.7          | ●              |                  |                                      | 야나이시                                                                                     | 야마구치현 |                      |
| 다부세역                         | 6.2                           | 385.4          | 974.9          | ●              |                  |                                      | 구마게 군 다부세 정                                                                          | 야마구치현 |                      |
| 이와타역                         | 5.5                           | 390.9          | 980.4          | ●              |                  |                                      | 히카리시                                                                                     | 야마구치현 |                      |
| 시마타역                         | 5.0                           | 395.9          | 985.4          | ●              |                  |                                      | 히카리시                                                                                     | 야마구치현 |                      |
| 히카리역                         | 4.8                           | 400.7          | 990.2          | ●              |                  |                                      | 히카리시                                                                                     | 야마구치현 |                      |
| 구다마쓰역                       | 6.2                           | 406.9          | 996.4          | ●              |                  |                                      | 구다마쓰시                                                                                   | 야마구치현 |                      |
| 구시가하마역                     | 4.6                           | 411.5          | 1001.0         | ●              |                  | 서일본 여객철도: 간토쿠 선           | 슈난시                                                                                       | 야마구치현 |                      |
| 도쿠야마역                       | 3.4                           | 414.9          | 1004.4         | ●              |                  |                                      | 슈난시                                                                                       | 야마구치현 |                      |
| 이 이후는 산요 본선을 참조.      |                               |                |                |                |                  |                                      |                                                                                              |            |                      |

### 구레 선(가이타이치 역~히로 역간)
- 편의상 가이타이치 측으로 모든 열차가 노선 연장하는 산요 본선 가이타이치역 - 히로시마역간도 함께 기재.
- 모든 역 히로시마현에 소재.
- 쾌속 「통근 라이너」의 일부 열차는 산요 본선 이토자키역까지 노선 연장한다.
- 쾌속 「아키로라이너」의 일부는 히로역을 넘어 미하라역에 노선 연장하는 것도 있지만, 미하라 역 - 히로 역간은 보통 열차로서 운행.
- 쾌속 「통근 라이너」「아키로라이너」 외에도 히로시마역을 넘어 산요 본선 이와쿠니 방면이나 가베 선 방면에 직통 운행되는 열차는 히로시마 역 이서에서는 보통 열차로서 운행된다.
- 보통 열차는 모든 여객역에 정차(표에서는 생략).

|                           | 정식 노선명                   | 역명             | 역간 영업 거리 | 누계 영업 거리 | 쾌속 아키로라이너 | 쾌속 통근라이너                                                                                       | 접속 노선                                                                | 열차 교환            | 소재지            |
| ------------------------- | ----------------------------- | ---------------- | -------------- | -------------- | ----------------- | --- | ------------------------------------------------------------------------ | -------------------- | ----------------- |
|                           | 구레 선                       | 미하라역         | 2.4            | 0.0            |                   | ● | 서일본 여객철도: 산요 신칸센・산요 본선（일부 열차는 이토자키역에 직통） | ∨                    | 미하라시          |
| 스나미역                  | 구레 선                       | 5.1              | 5.1            |                | ●                 | | ◇                                                                        |                      | 미하라시          |
| 아키사이자키역            | 구레 선                       | 6.7              | 11.8           |                | ●                 | | ◇                                                                        |                      | 미하라시          |
| 다다노우미역              | 구레 선                       | 5.4              | 17.2           |                | ●                 | | ◇                                                                        | 다케하라시           |                   |
| 아키나가하마역            | 구레 선                       | 2.8              | 20.0           |                | ●                 | | ｜                                                                       | 다케하라시           |                   |
| 다이지요 역               | 구레 선                       | 1.8              | 21.8           |                | ●                 | | ◇                                                                        | 다케하라시           |                   |
| 다케하라역                | 구레 선                       | 3.5              | 25.3           |                | ●                 | | ◇                                                                        | 다케하라시           |                   |
| 요시나역                  | 구레 선                       | 4.7              | 30.0           |                | ●                 | | ◇                                                                        | 다케하라시           |                   |
| 아키쓰역                  | 구레 선                       | 4.7              | 34.7           |                | ●                 | | ◇                                                                        | 히가시히로시마시     |                   |
| 가자하야역                | 구레 선                       | 3.2              | 37.9           |                | ●                 | | ◇                                                                        | 히가시히로시마시     |                   |
| 야스우라역                | 구레 선                       | 6.3              | 44.2           |                | ●                 | | ◇                                                                        | 구레시               |                   |
| 야스토 역                 | 구레 선                       | 4.5              | 48.7           |                | ●                 | | ◇                                                                        | 구레시               |                   |
| 아키가와지리 역           | 구레 선                       | 4.1              | 52.8           |                | ●                 | | ◇                                                                        | 구레시               |                   |
| 니가타역                  | 구레 선                       | 4.8              | 57.6           |                | ●                 | | ◇                                                                        | 구레시               |                   |
| 히로시마 시티 네트워크 내 | 구레 선                       | 히로역           | 2.6            | 60.2           | ●                 | ● |                                                                          | 구레시               | ◇                 |
| 히로시마 시티 네트워크 내 | 구레 선                       | 신히로역         | 1.3            | 61.5           | ●                 | ● |                                                                          | 구레시               | ｜                |
| 히로시마 시티 네트워크 내 | 구레 선                       | 아키아카역       | 1.4            | 62.9           | ●                 | ● |                                                                          | 구레시               | ◇                 |
| 히로시마 시티 네트워크 내 | 구레 선                       | 구레역           | 4.1            | 67.0           | ●                 | ● |                                                                          | 구레시               | ◇                 |
| 히로시마 시티 네트워크 내 | 구레 선                       | 가와라이시역     | 1.7            | 68.7           | ｜                | ｜ |                                                                          | 구레시               | ◇                 |
| 히로시마 시티 네트워크 내 | 구레 선                       | 요시우라역       | 2.3            | 71.0           | ｜                | ｜ |                                                                          | 구레시               | ◇                 |
| 히로시마 시티 네트워크 내 | 구레 선                       | 가루가하마역     | 1.2            | 72.2           | ｜                | ｜ |                                                                          | 구레시               | ◇                 |
| 히로시마 시티 네트워크 내 | 구레 선                       | 덴노역           | 2.1            | 74.3           | ｜                | ｜ |                                                                          | 구레시               | ◇                 |
| 히로시마 시티 네트워크 내 | 구레 선                       | 구레 포트피어 역 | 1.3            | 75.6           | ｜                | ｜ |                                                                          | 구레시               | ｜                |
| 히로시마 시티 네트워크 내 | 구레 선                       | 고야우라역       | 1.5            | 77.1           | ｜                | ｜ |                                                                          | ◇                    | 아키 군 사카 정   |
| 히로시마 시티 네트워크 내 | 구레 선                       | 미즈시리역       | 2.2            | 79.3           | ｜                | ｜ |                                                                          | ◇                    | 아키 군 사카 정   |
| 히로시마 시티 네트워크 내 | 구레 선                       | 사카역           | 2.5            | 81.8           | ●                 | ｜ |                                                                          | ◇                    | 아키 군 사카 정   |
| 히로시마 시티 네트워크 내 | 구레 선                       | 야노역           | 2.6            | 84.4           | ●                 | ● |                                                                          | ◇                    | 히로시마시 아키구 |
| 히로시마 시티 네트워크 내 | 구레 선                       | 가이타이치역     | 2.6            | 87.0           | ｜                | ｜ | 서일본 여객철도: 산요 본선（세노 방면）                                  | ∧                    | 아키 군 가이타 정 |
| 히로시마 시티 네트워크 내 | 산요 본선                     | 가이타이치역     | 2.6            | 87.0           | ｜                | ｜ | 서일본 여객철도: 산요 본선（세노 방면）                                  | ∧                    | 아키 군 가이타 정 |
| 히로시마 시티 네트워크 내 | 무카이나다역                  | 2.3              | 89.3           | ｜             | ｜                | | ∥                                                                        | 아키 군 후추 정      |                   |
| 히로시마 시티 네트워크 내 | 덴진가와역                    | 1.8              | 91.1           | ●              | ｜                | | ∥                                                                        | 히로시마 시 미나미구 |                   |
| 히로시마 시티 네트워크 내 | （화）히로시마 화물 터미널 역 | 0.7              | 91.8           | ｜             | ｜                | | ∥                                                                        | 히로시마 시 미나미구 |                   |
| 히로시마 시티 네트워크 내 | 히로시마역                    | 1.6              | 93.4           | ●              | ●                 | 서일본 여객철도: 산요 신칸센・산요 본선（이와쿠니 방면）・가베 선・게이비 선 히로시마 전철: 본선 (M1) | ∥                                                                        | 히로시마 시 미나미구 |                   |

### 가베 선
- 편의상 모든 열차가 노선 연장하는 산요 본선 히로시마역도 함께 기재.
- 모든 역 히로시마현 히로시마시에 소재.
- 보통 열차는 모든 역에 정차.
- 산요 본선 사이조 방면이나 구레선으로부터 직통해 오는 쾌속 열차는 가베 선내에서는 보통 열차로서 운행된다.
- 2003년에 폐지된 가베 이북 중 1역인 가와도까지 전철화 부활시킬 계획이 있고, 네트워크내에 포함될 가능성이 있다.

|                           | 정식 노선명     | 역명       | 역간 영업 거리 | 요코가와 부터의 영업 거리 | 쾌속 통근 라이너                                 | 접속 노선                                                                                        | 열차 교환    | 소재지   |
| ------------------------- | --------------- | ---------- | -------------- | ------------------------- | ------------------------------------------------ | ------------------------------------------------------------------------------------------------ | ------------ | -------- |
| 히로시마 시티 네트워크 내 | ※               | 히로시마역 | -              | 3.0                       | ●                                                | 서일본 여객철도: 산요 신칸센・산요 본선（세노 방면）・구레선・게이비 선 히로시마 전철: 본선 (M1) | ∥            | 미나미구 |
| 히로시마 시티 네트워크 내 | ※               | 요코가와역 | 3.0            | 0.0                       | ●                                                | 서일본 여객철도: 산요 본선（이와쿠니 방면） 히로시마 전철: 요코가와 선 (Y5)                      | ∨            | 니시구   |
| 히로시마 시티 네트워크 내 | 가베 선         | 요코가와역 | 3.0            | 0.0                       | ●                                                | 서일본 여객철도: 산요 본선（이와쿠니 방면） 히로시마 전철: 요코가와 선 (Y5)                      | ∨            | 니시구   |
| 히로시마 시티 네트워크 내 | 미타키역        | 1.1        | 1.1            | ｜                        |                                                  | ◇                                                                                                |              | 니시구   |
| 히로시마 시티 네트워크 내 | 아키나카쓰카 역 | 1.5        | 2.6            | ●                         |                                                  | ◇                                                                                                | 아사미나미구 |          |
| 히로시마 시티 네트워크 내 | 시모기온역      | 1.3        | 3.9            | ●                         |                                                  | ◇                                                                                                | 아사미나미구 |          |
| 히로시마 시티 네트워크 내 | 후루이치바시역  | 1.4        | 5.3            | ｜                        |                                                  | ◇                                                                                                | 아사미나미구 |          |
| 히로시마 시티 네트워크 내 | 오마치역        | 1.2        | 6.5            | ●                         | 히로시마 고속 교통: 신교통 1호선（아스트램 라인) | ｜                                                                                               | 아사미나미구 |          |
| 히로시마 시티 네트워크 내 | 미도리역        | 0.8        | 7.3            | ●                         |                                                  | ◇                                                                                                | 아사미나미구 |          |
| 히로시마 시티 네트워크 내 | 시치켄쟈야 역   | 0.7        | 8.1            | ｜                        |                                                  | ｜                                                                                               | 아사미나미구 |          |
| 히로시마 시티 네트워크 내 | 우메바야시 역   | 1.5        | 9.6            | ｜                        |                                                  | ◇                                                                                                | 아사미나미구 |          |
| 히로시마 시티 네트워크 내 | 우바야기 역     | 1.6        | 11.2           | ｜                        |                                                  | ｜                                                                                               | 아사미나미구 |          |
| 히로시마 시티 네트워크 내 | 나카지마 역     | 1.4        | 12.6           | ｜                        |                                                  | ｜                                                                                               | 아사키타 구  |          |
| 히로시마 시티 네트워크 내 | 가베역          | 1.4        | 14.0           | ●                         |                                                  | ∧                                                                                                | 아사키타 구  |          |

- ※: 히로시마역 - 요코가와역간은 산요 본선

### 게이비 선(미요시 역 - 히로시마 역간)
- 모든 역 히로시마현에 소재.
- 보통 열차는 모든 역에 정차.

|                                         | 역명                          | 역간 영업 거리 | 빗추 고지로 부터의영업 거리 | 쾌속 미요시라이너 | 접속 노선                                                                                          | 열차 교환    | 소재지       | 소재지   |
| --------------------------------------- | ----------------------------- | -------------- | --------------------------- | ----------------- | -------------------------------------------------------------------------------------------------- | ------------ | ------------ | -------- |
| 이것 이전에는 게이비 선#역 목록을 참조. |                               |                |                             |                   | |              |              |          |
|                                         | 미요시역                      | -              | 90.3                        | ●                 | 서일본 여객철도: 산코 선・후쿠엔 선                                                                | ◇            | 미요시시     | 미요시시 |
| 니시미요시역                            | 1.6                           | 91.9           | ｜                          |                   | ◇                                                                                                  |              | 미요시시     | 미요시시 |
| 시와치역                                | 7.7                           | 99.6           | ｜                          |                   | ◇                                                                                                  |              | 미요시시     | 미요시시 |
| 가미가와다치 역                         | 2.6                           | 102.2          | ｜                          |                   | ｜                                                                                                 |              | 미요시시     | 미요시시 |
| 가다테 역                               | 4.3                           | 106.5          | ●                           |                   | ◇                                                                                                  | 아키타카타시 | 아키타카타시 |          |
| 요시다구치역                            | 3.4                           | 109.9          | ｜                          |                   | ◇                                                                                                  | 아키타카타시 | 아키타카타시 |          |
| 무카이하라역                            | 6.2                           | 116.1          | ●                           |                   | ◇                                                                                                  | 아키타카타시 | 아키타카타시 |          |
| 이바라시 역                             | 5.9                           | 122.0          | ｜                          |                   | ｜                                                                                                 | 히로시마시   | 아사키타 구  |          |
| 시와구치역                              | 4.0                           | 126.0          | ●                           |                   | ◇                                                                                                  | 히로시마시   | 아사키타 구  |          |
| 우에미타 역                             | 3.5                           | 129.5          | ｜                          |                   | ｜                                                                                                 | 히로시마시   | 아사키타 구  |          |
| 주미타 역                               | 4.5                           | 134.0          | ｜                          |                   | ◇                                                                                                  | 히로시마시   | 아사키타 구  |          |
| 시라키야마역                            | 2.3                           | 136.3          | ｜                          |                   | ｜                                                                                                 | 히로시마시   | 아사키타 구  |          |
| 히로시마 시티 네트워크 내               | 가루가역                      | 2.2            | 138.5                       | ｜                | | 히로시마시   | 아사키타 구  | ◇        |
| 히로시마 시티 네트워크 내               | 가미후가와 역                 | 2.2            | 140.7                       | ｜                | | 히로시마시   | 아사키타 구  | ｜       |
| 히로시마 시티 네트워크 내               | 주후카가와 역                 | 2.8            | 143.5                       | ｜                | | 히로시마시   | 아사키타 구  | ｜       |
| 히로시마 시티 네트워크 내               | 시모후가와 역                 | 1.4            | 144.9                       | ●                 | | 히로시마시   | 아사키타 구  | ◇        |
| 히로시마 시티 네트워크 내               | 구미라 역                     | 1.9            | 146.8                       | ●                 | | 히로시마시   | 아사키타 구  | ｜       |
| 히로시마 시티 네트워크 내               | 아키야구치역                  | 2.5            | 149.3                       | ●                 | | 히로시마시   | 아사키타 구  | ◇        |
| 히로시마 시티 네트워크 내               | 고사카 역                     | 2.8            | 152.1                       | ●                 | | 히로시마시   | ｜           | 히가시구 |
| 히로시마 시티 네트워크 내               | 야가역                        | 4.8            | 156.9                       | ●                 | | 히로시마시   | ◇            | 히가시구 |
| 히로시마 시티 네트워크 내               | （화）히로시마 화물 터미널 역 | 0.6            | 157.5                       | ｜                | | 히로시마시   | ｜           | 미나미구 |
| 히로시마 시티 네트워크 내               | 히로시마시                    | 1.6            | 159.1                       | ●                 | 서일본 여객철도: 산요 신칸센・산요 본선（이와쿠니 방면）・가베 선・구레선 히로시마 전철: 본선 (M1) | 히로시마시   | ∧            | 미나미구 |

### 역 목록의 주석
1. ↑  구레선의 정식적 종점은 산요 본선 가이타이치역이지만, 운전 계통상은 히로시마역에 노선 연장한다.
2. 1 2 3 4  가베 선의 정식적 종점은 산요 본선 요코가와역이지만, 운전 계통상은 히로시마역에 노선 연장한다.
3. ↑  니시키가와 철도 니시키가와 센이리류 선의 기점은 JR간토쿠 선 가와니시 역이지만, 모든 열차가 이와쿠니역에 노선 연장한다.
4. ↑  간토쿠 선의 정식적 종점은 산요 본선 구시가하마역이지만, 운전 계통상은 도쿠야마역에 노선 연장한다.
5. ↑  후쿠엔 선의 정식적 종점은 게이비 선 시오마치역이지만, 운전 계통상은 미요시 역에 노선 연장한다.

## 역사

### 시티 네트워크 설정 전
- 1982년 11월 15일 - 산요 본선 히로시마~이와쿠니간에 시티 전철 설정.
- 1984년 2월 1일 - 시티 전철을 산요 본선 히로시마 - 사이조간, 구레선 가이타이치 - 히로간, 게이비 선 히로시마 - 시모후카와간에도 확대 설정.
- 1985년 3월 14일 - 아라이구치 역 개업. 산요 본선과 구레 선의 쾌속전철을 전폐.
- 1986년 3월 3일 - 시티 전철을 가베 선 요코가와 - 가베간에도 확대 설정.
- 1986년 11월 1일 - 시티 전철의 운행 범위를 산요 본선은 시라이치까지, 게이비 선은 가루가까지 연장·가와라이시에 전열차 정차화.
- 1988년 3월 13일 - 구레선과 가베 선의 수요일 운휴 열차를 폐지.
- 1988년 4월 3일 - 미야우치쿠시도 역 개업.
- 1989년 8월 11일 - 나카노히가시 역·아지나역 개업.
- 1991년 3월 16일 - 산요 본선 히로시마~사이조간에 쾌속 전철 부활. 가베 선의 가베 이남의 모든 열차가 히로시마에 노선연장.
- 1992년 3월 19일 - 구레 포트피어 역 개업.
- 1994년 7월 21일 - 「슈퍼 래빗」호 2왕복 신설. 매일 운행. 히로시마 - 후쿠야마간 논스톱.
- 1994년 8월 20일 - 오마치역 개업. 미도리역으로 교환 설비 신설.
- 1994년 10월 1일 - 아키나가하마 역 개업.
- 1995년 4월 20일 - 「슈퍼 래빗」호를 토요일·휴일 운행으로 변경. 미하라와 오노미치에 신규 정차해, 히가시후쿠야마까지 연장.
- 1996년 3월 16일 - 낮시간대 구레선 히로시마 - 구레간에 쾌속 전철 부활.
- 1998년 3월 14일 - 평일 아침 출근시간에 야나이·이와쿠니 - 히로시마간에 쾌속 전철 신설.
- 1998년 10월 3일 - 평일 저녁 퇴근시간에 히로시마 - 이와쿠니·야나이간에 쾌속 전철 신설.
- 1999년 2월 7일 - 미즈시리 역·가루가하마역 개업. 가와라이시 역은 히로시마 방면으로 500m 이전해 교환 설비 신설. 구레선의 쾌속을 출퇴근 시간에도 신설. 일반 공모에 의해 애칭이 「아키로라이너」가 된다.
- 2000년 3월 11일 - 마에조라역 개업.
- 2001년 3월 3일 - 낮시간에 산요 본선 히로시마 - 이와쿠니간에 쾌속 전철 신설. 일반 공모에 의해 애칭이 「산요 시티 라이너」가 된다.
- 2002년 3월 23일 - 신히로역 개업. 「슈퍼 래빗」호 폐지. 저녁 퇴근 시간의 히로시마 - 이와쿠니·야나이간의 쾌속 전철이 매일 운행으로 변경. 낮시간의 구레선 쾌속「아키로라이너」이 1인 승무화. 게이비 선의 급행 구간을 미요시까지 단축해, 열차명을 「미요시」로 통일.

### 시티 네트워크 설정 후
- 2002년 10월 5일 - 「히로시마 시티 네트워크」설정. 산요 본선 쾌속 「산요 시티 라이너」가 하치혼마쓰·세노(낮시간만)에 신규 정차. 출퇴근 시간에 게이비 선 히로시마 - 가루가간에 쾌속 열차 신설.
- 2003년 3월 15일 - 산요 본선 낮시간 운행의 쾌속 전철을 「시티 라이너」, 출퇴근시 운행의 쾌속 전철을 「통근 라이너」라고 변경.
- 2003년 10월 1일 - 낮시간에 게이비 선 히로시마 - 미요시간에 쾌속 「미요시 라이너」을 신설. 출퇴근시의 쾌속 열차는 「통근 라이너」가 된다. 일부의 급행 「미요시」가 야가·아키야구치·시모후카와에 신규 정차. 야나이 발착의 쾌속 「통근 라이너」가 도쿠야마까지 연장. 히로시마 - 이와쿠니간, 히로시마 - 시라이치·이토자키의 수요일 운휴 열차의 폐지. 저녁 퇴근시간의 히로시마 - 사카마 구간 열차의 매일 운전화.
- 2003년 12월 1일 - 가베 선 가베 - 산단쿄간 폐지.
- 2004년 3월 13일 - 덴진가와역 개업. 산요 본선의 쾌속 「통근 라이너」가 아라이구치에 신규 정차.
- 2004년 10월 16일 - 저녁 퇴근 시간에 가베 선에 쾌속 「통근 라이너」신설. 구레선 낮운행의 쾌속 전철을 「아키로라이너」, 출퇴근 시간 운행의 쾌속 전철을 「통근 라이너」라고 변경. 또「아키로라이너」은 덴진가와·야노·사카에 신규 정차.
- 2005년 10월 1일 - 구레선 히로시마·구레 - 미하라간에 임시 쾌속 「세토우치 마린뷰」을 신설, 거의 매일 운행. 구레 선의 쾌속 「통근 라이너」이 야노에 신규 정차.
- 2006년 3월 18일 - 「세토우치 마린뷰」의 히로 - 미하라간이 각 역 정차화.
- 2007년 3월 18일 - 산요 본선의 쾌속 「통근 라이너」의 아침·저녁 2왕복이 가이타이치역에 신규 정차. 동시에 이와쿠니 - 도쿠야마간의 쾌속 운행을 폐지.
- 2007년 4월 이후 - 4월 14일에 히로시마역 북부 출입구에 설치된 것을 시작으로 차례차례 자동 개찰기 도입.
- 2007년 7월 1일 - 게이비 선의 급행 미요시가 폐지.
- 2007년 9월 1일 - ICOCA·ICOCA 전자화폐 서비스 개시.
- 2008년 3월 15일 - 오타케-이와쿠니간에 와키역 개업. 산요 본선의 쾌속 「시티 라이너」가 미야우치쿠시도역, 오타케역에 신규 정차. 히로시마-이와쿠니간에서는 「시티 라이너」와 「통근 라이너」의 정차역이 동일이 된다.
- 2009년 3월 14일 - 토요일의 운행 다이어를 휴일 다이어와 동일하게 한다(종래는 평일 다이어와 동일). 낮의 일부 시간대의 「시티 라이너」의 운행이 중지. 산요 본선 히로시마 이동의 열차는 낮시간에는 이토자키역까지의 운행이 된다(오카야마측으로부터 미하라역까지의 운행이 된다). 또, 히로시마 이서의 「통근 라이너」가 이미 정차역이 동일이 되고 있던 「시티 라이너」로 개칭·통합되어 산요 본선의 「통근 라이너」은 히로시마 이동만의 운전이 된다. 아침 출근시간에 히로시마 - 우메바야시간 구간 열차의 매일 운행화.